# Abraham Achrenius

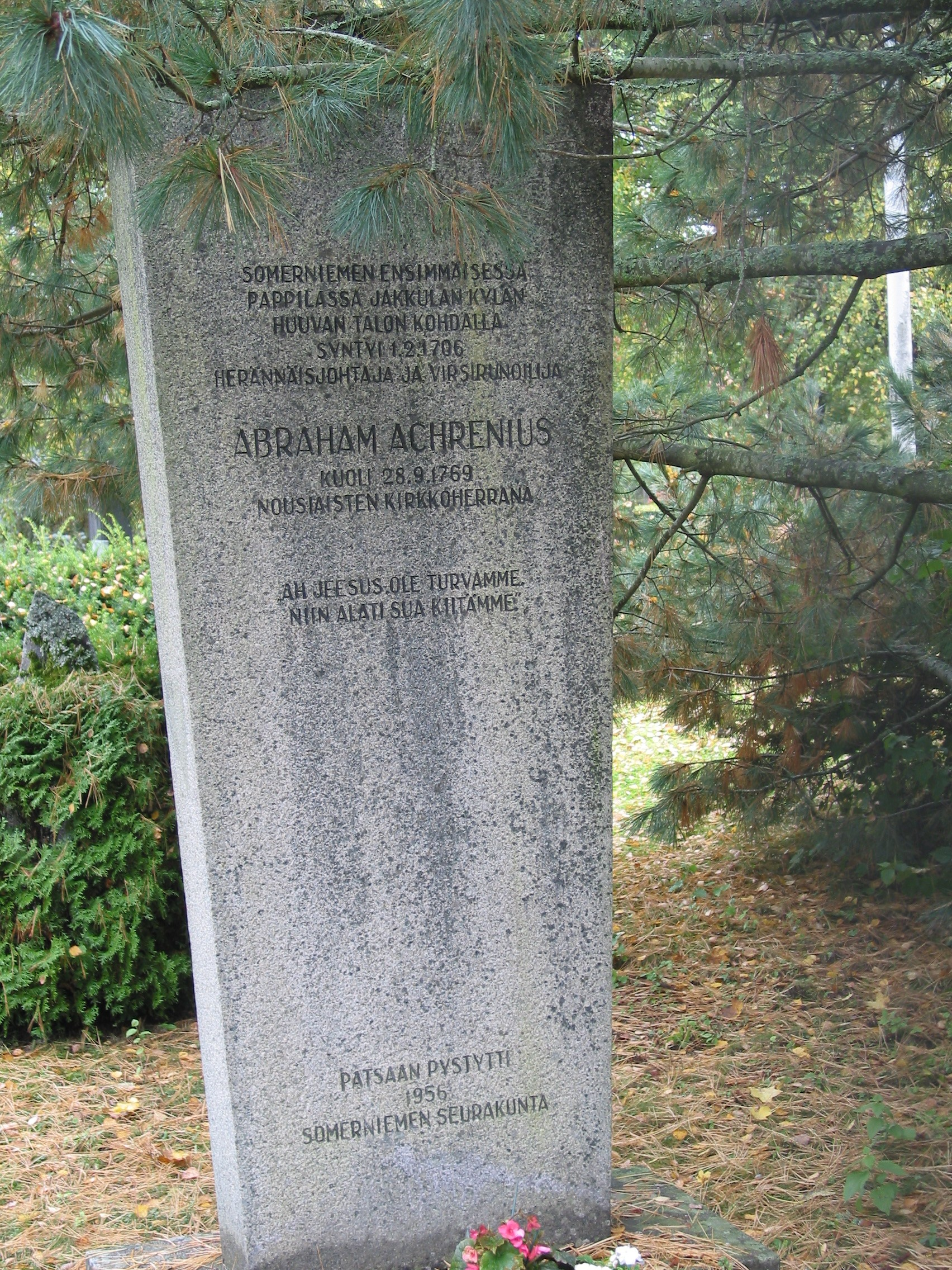
Abraham Achrenius grav.

Abraham Achrenius, född 1 februari 1706 i Sommarnäs, död 28 september 1769 i Nousis, var präst i Åbo stift och författare av religiösa sånger.

## Biografi
Abraham Achrenius verkade 1736 till 1740 i Esse församling. I Esse reagerade han på den starka vidskepligheten som rådde och den svaga kunskapen om kristen tro bland folk i allmänhet. Därför inledde han frivillig nattvardsunderving. Denna undervisning uppskattades vid en granskningsvisitation från domkapitlet i kapellförsamlingen. Visitationen gjordes för att Achrenius hade framfört starka separatistiska åsikter. På mycket kort tid dog hans hustru och två minderåriga barn. I Esse tog han intryck av de österbottniska separatisternas åsikter och avsade sig prästämbetet. Efter förhör inför Åbo domkapitel och Stockholms konsistorium och sedan han återkallat sina så kallade irrläror återfick han ämbetet. Han verkade som präst i Nousis församling. Där han blev förgrundsgestalt för den inomkyrklig väckelsen i Egentliga Finland och Tavastland. Achrenius talrika andliga sånger är ännu mycket lästa i pietistiska kretsar i Finland.
Abraham Achrenius tillhörde präst- och författarsläkten Achrenius. Sonen Anders Achrenius och brorssönerna Simon och Henrik Achrenius skrev också dikter. Dottern Fredrika Achrenius gifte sig med astronomen Anders Planman.